# AIA Tower

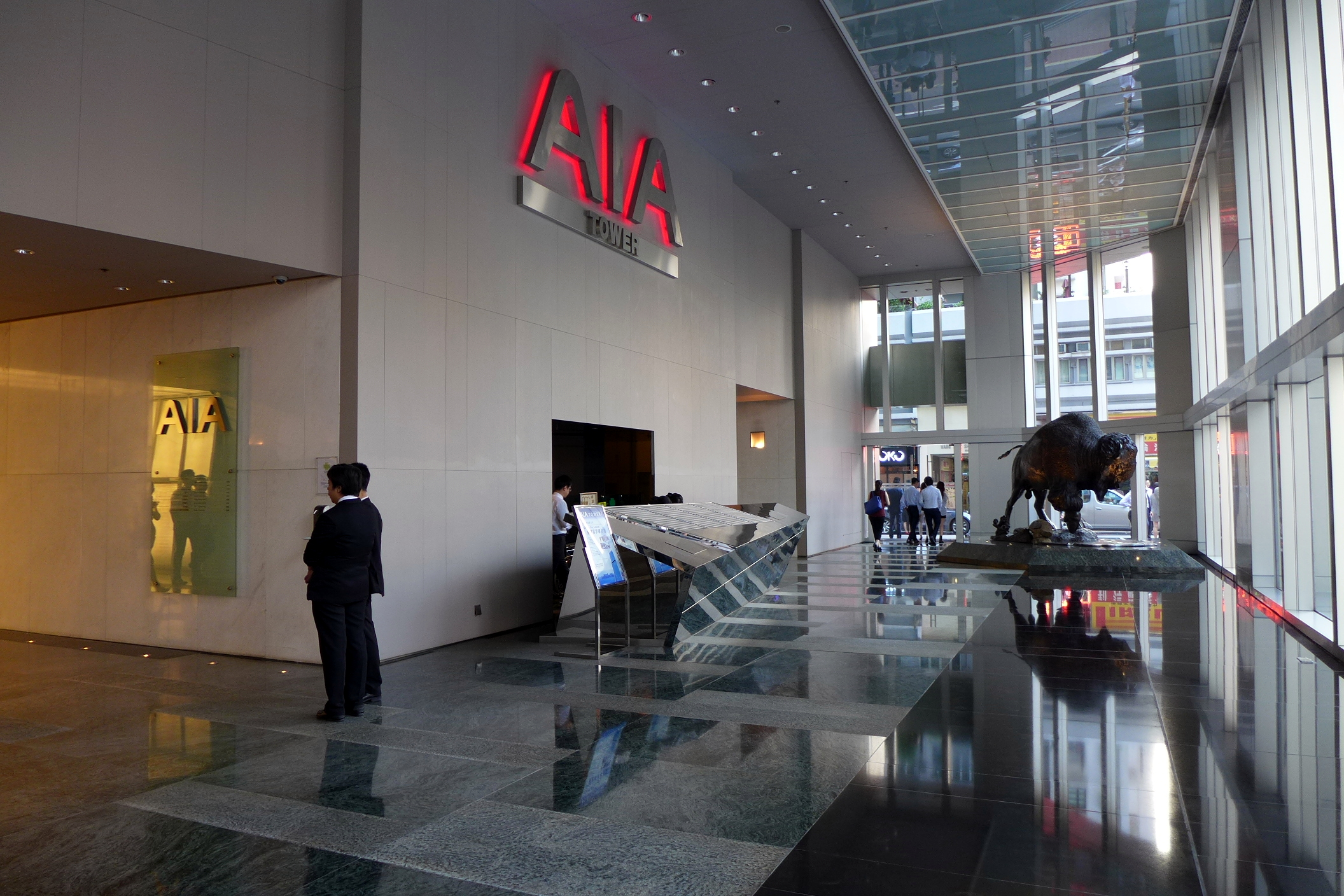
El vestíbulo antes de su renovación en 2016.

La AIA Tower (en chino tradicional, 友邦廣場) es un rascacielos situado en la zona North Point de Hong Kong. Se llama así en honor a American International Assurance, antiguo miembro de American International Group, que ocupa doce plantas del edificio.

## Localización
La AIA Tower se sitúa en el 183 de Electric Road, en la esquina con Oil Street, en el barrio Fortress Hill de North Point, en el Distrito Este de Hong Kong. Se sitúa frente al antiguo edificio del Real Club de Yates de Hong Kong, al otro lado de Oil Street.

## Descripción
La torre tiene 44 plantas y 180 metros de altura, que le hacen el 115.º edificio más alto de Hong Kong. Fue completado en 1999 según el diseño de P & T Architects & Engineers Ltd. y Andrew Lee King Fun & Associates, y promovido por Henderson Land Development. Contiene en su totalidad oficinas, y es un ejemplo de arquitectura moderna. La torre tiene una piscina interior y un gimnasio.

## Inquilinos
- AIA, doce plantas, incluido el Wealth Select Centre en la planta 12[5][7]
- Glory Sky Group, planta 13
- Abbott Laboratories, plantas 19 y 20[8]
- Henderson Land Development Office, plantas 9 y 14
- ROCCO Design Architects Limited, planta 38
- Cook Asia Ltd., planta 40[9]